# Stokesův posuv
Stokesův posuv je rozdíl mezi energii fotonu odpovídajícího maximu absorpčního pásu a fotonu s nižší energií odpovídajícího maximu příslušného emisního pásu.
Obecně platí, že vlnová délka luminiscenční emise při fotoluminiscenci je větší nebo rovna vlnové délce excitačního světla (λem ≥ λex), protože kvantum excitačního světla musí mít vyšší energii než emitovaný foton. Tento rozdíl energií se v důsledku relaxace elektronu v pevné látce po absorpci a emisi fotonu obvykle přemění na vibrační energii (teplo).